# Saison 2 de Gargoyles, les anges de la nuit
Cet article présente le guide des épisodes de la deuxième saison de la série télévisée d'animation Gargoyles, les anges de la nuit.

## Épisode 1:Le Leader du Pack
- États-Unis : 4 septembre 1995 sur ABC

- Coyotte utilise des rayons qui provoquent des troubles de peur sur la victime. Cela ressemble aux méthodes de l'Epouvantail dans Batman
- La colère de Lexington contre le Pack l'empêche d'avoir un bon jugement
- Brooklyn lui ne décolère pas vis-à-vis de Démona
- Phrase de Broadway : "Manhattan c'est plus grand que Chambord et Versailles réunis."
- Coyotte est en fait un robot de Xanatos, il aurait fait cela pour que sa petite amie, Fox, qui, en faisant le choix de ne pas s'évader, se fait bien voir de son juge et bénéficie de la remise en liberté sur parole.

## Épisode 2:Métamorphoses
- États-Unis : 5 septembre 1995 sur ABC

- Première apparition du frère d'Elisa, Derek qui travaille pour Xanatos.
- Fait inhabituel dans un dessin-animé: un des personnages meurt électrocuté par des anguilles. (Mais on apprend que c'est une mise en scène).
- Xanatos montre une fois de plus tout son pouvoir de manipulation.
- Brooklyn croit reconnaitre Démona et s'apprête à l'attaquer.
- Les mutants, emmenés par Derek, rendent les Gargouilles responsables de leur état.
- Derek devient Talon à la fin de cet épisode

## Épisode 3:Le Virus
- États-Unis : 6 septembre 1995 sur ABC

## Épisode 4:Un phare sur l'océan du temps
- États-Unis : 7 septembre 1995 sur ABC

- Épisode faisant l'apologie de la lecture.
- Hudson et Broadway ne savent pas lire mais désirent apprendre.
- C'est le grand retour de Macbeth qui agit une fois de plus avec honneur.
- Les Tours du World Trade Center sont visibles en arrière-plan. (Série datant d'avant 2001)
- Apparition de Jeffrey Robbins, écrivain qui a perdu la vue lors de la guerre du Viet-Nam, qui apprendra à lire à Hudson.
- « Le livre est un phare érigé sur l'immense océan du Temps. » citation de Jeffrey Robbins.

## Épisode 5:Le Miroir
- États-Unis : 11 septembre 1995 sur ABC